# Eicherax
Eicherax is een vliegengeslacht uit de familie van de roofvliegen (Asilidae).

## Soorten
- E. bellardii (Schiner, 1868)
- E. costatus (Schiner, 1868)
- E. culiciformis (Walker, 1855)
- E. flavescens James, 1953
- E. fulvithorax (Macquart, 1838)
- E. macularis (Wiedemann, 1821)
- E. minor (Macquart, 1847)
- E. ricnotes (Engel, 1930)
- E. simplex (Macquart, 1848)